# Barbican bidenté
Pogonornis bidentatus
Espèce
Statut de conservation UICN

 LC  : Préoccupation mineure
Le Barbican bidenté (Pogonornis bidentatus) est une espèce d'oiseaux de la famille des Lybiidae.

## Répartition et sous-espèces
Selon la classification de référence du Congrès ornithologique international (15.1, 2025) il se répartit en deux sous-espèces (ordre phylogénique) :
- P. b. bidentatus (Shaw, 1799) — de la Guinée-Bissau au nord-ouest de l'Angola ;
- P. b. aequatorialis (Shelley, 1889) — du Centrafrique à l'Éthiopie et le basin du lac Victoria.